# La Vaupalière
 La Vaupalière  es una población y comuna francesa, en la región de Alta Normandía, departamento de Sena Marítimo, en el distrito de Ruan y cantón de Notre-Dame-de-Bondeville.

## Demografía
| 512 | 555 | 668 | 845 | 902 | 1026 |
| Para los censos de 1962 a 1999 la población legal corresponde a la población sin duplicidades (Fuente: INSEE [Consultar]) |     |     |     |     |      |